# Центральний (Тверська область)
Центральний (рос. Центральный) — селище в Кімрському районі Тверської області Російської Федерації.
Населення становить 1193 особи. Входить до складу муніципального утворення Центральне сільське поселення.

## Історія
Від 2005 року входить до складу муніципального утворення Центральне сільське поселення.

## Населення
| 2010 |
| ---- |
| 1193 |